# 圣若泽-迪普林塞萨
圣若泽-迪普林塞萨是巴西帕拉伊巴州的一个市镇。总面积158.021平方公里，总人口4767人，人口密度30.2人/平方公里。